# Caladenia longicauda
Caladenia longicauda é uma espécie de orquídea, família Orchidaceae, do sudoeste da Austrália, onde crescem em grupos esparsos ou, por vezes, formam grandes colônias, em bosques, áreas reflorestadas, ou de vegetação arbustiva,charnecas, e afloramentos de granito, em áreas de solo bem drenado mas ocasionalmente em áreas sazonalmente alagadiças. Pertence a um grupo de cerca de sete espécies, tratadas por David Jones como Alliance Tailed Spider do gênero Arachnorchis, que distingue-se dos outros grupos de Caladenia por apresentar diferente tipo de pubescência nasfolhas e inflorescências, por suas flores grandes, brancas ou creme, de sépalas e pétalas atenuadas, longas e sem verrugas na extremidade,labelo pendurado firmemente com dentes marginais do labelo longos, estreitos e sem espessamento apical; e células osmofóricas especializadas. São plantas com uma única folha basal pubescente com marcas proeminentes púrpura perto da base, e uma inflorescência rija, fina e densamente pubescente, com uma ou poucas flores, que vagamente lembram uma aranha, muito estreitas, caudadas, e bem esparramadas, normalmente pendentes. Em conjunto formam grupo bem vistoso  quando sua floração é estimulada por incêndios de verão.

## Publicação e sinônimos
- Caladenia longicauda Lindl., Sketch Veg. Swan R.: 52 (1839).

Sinônimos homotípicos:
- Caladenia patersonii var. longicauda (Lindl.) R.S.Rogers, Trans. & Proc. Roy. Soc. South Australia 44: 351 (1920).
- Arachnorchis longicauda (Lindl.) D.L.Jones & M.A.Clem., Orchadian 13: 395 (2001).
- Calonema longicaudum (Lindl.) Szlach., Polish Bot. J. 46: 18 (2001).
- Calonemorchis longicauda (Lindl.) Szlach., Polish Bot. J. 46: 141 (2001).

### Subespécies

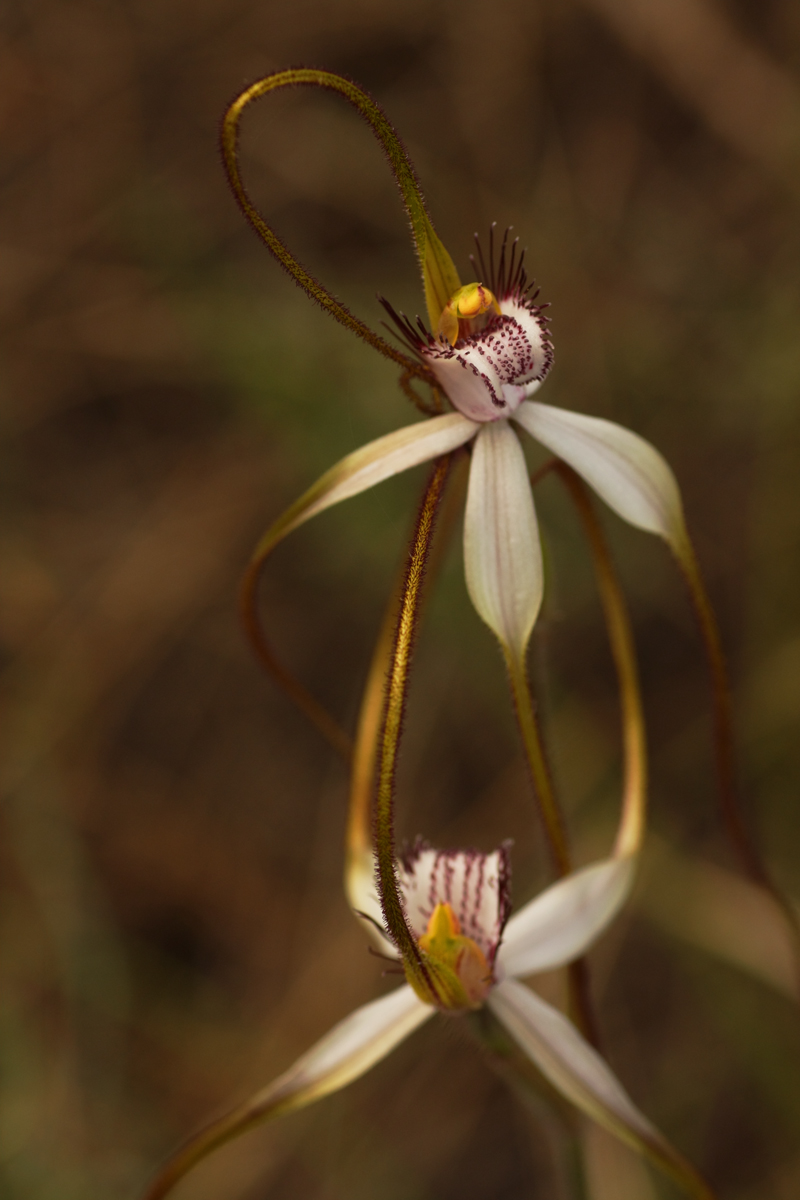
Caladenia longicauda subsp. borealis em Enneaba, oeste da Austrália

- Caladenia longicauda subsp. albella Hopper & A.P.Br., Nuytsia 14: 108 (2001).

Sinônimos homotípicos:
- Arachnorchis longicauda subsp. albella (Hopper & A.P.Br.) D.L.Jones & M.A.Clem., Orchadian 13: 452 (2002).

- Caladenia longicauda subsp. australora Hopper & A.P.Br., Nuytsia 14: 109 (2001).

Sinônimos homotípicos:
- Arachnorchis longicauda subsp. australora (Hopper & A.P.Br.) D.L.Jones & M.A.Clem., Orchadian 13: 452 (2002).

- Caladenia longicauda subsp. borealis Hopper & A.P.Br., Nuytsia 14: 111 (2001).

Sinônimos homotípicos:
- Arachnorchis longicauda subsp. borealis (Hopper & A.P.Br.) D.L.Jones & M.A.Clem., Orchadian 13: 452 (2002).

- Caladenia longicauda subsp. calcigena Hopper & A.P.Br., Nuytsia 14: 112 (2001).

Sinônimos homotípicos:
- Arachnorchis longicauda subsp. calcigena (Hopper & A.P.Br.) D.L.Jones & M.A.Clem., Orchadian 13: 452 (2002).

- Caladenia longicauda subsp. clivicola Hopper & A.P.Br., Nuytsia 14: 113 (2001).

Sinônimos homotípicos:
- Arachnorchis longicauda subsp. clivicola (Hopper & A.P.Br.) D.L.Jones & M.A.Clem., Orchadian 13: 452 (2002).

- Caladenia longicauda subsp. crassa Hopper & A.P.Br., Nuytsia 14: 114 (2001).

Sinônimos homotípicos:
- Arachnorchis longicauda subsp. crassa (Hopper & A.P.Br.) D.L.Jones & M.A.Clem., Orchadian 13: 453 (2002).

- Caladenia longicauda subsp. eminens (Domin) Hopper & A.P.Br., Nuytsia 14: 115 (2001).

Sinônimos homotípicos:
- Caladenia longicauda var. eminens Domin, J. Linn. Soc., Bot. 41: 253 (1912).
- Caladenia eminens (Domin) M.A.Clem. & D.L.Jones, Austral. Orchid Res. 1: 24 (1989).
- Calonema eminens (Domin) Szlach., Polish Bot. J. 46: 17 (2001).
- Calonemorchis eminens (Domin) Szlach., Polish Bot. J. 46: 139 (2001).
- Arachnorchis longicauda subsp. eminens (Domin) D.L.Jones & M.A.Clem., Orchadian 13: 453 (2002).

- Caladenia longicauda subsp. longicauda.
- Caladenia longicauda subsp. merrittii Hopper & A.P.Br., Nuytsia 14: 117 (2001).

Sinônimos homotípicos:
- Arachnorchis longicauda subsp. merrittii (Hopper & A.P.Br.) D.L.Jones & M.A.Clem., Orchadian 13: 453 (2002).

- Caladenia longicauda subsp. redacta Hopper & A.P.Br., Nuytsia 14: 118 (2001).

Sinônimos homotípicos:
- Arachnorchis longicauda subsp. redacta (Hopper & A.P.Br.) D.L.Jones & M.A.Clem., Orchadian 13: 453 (2002).

- Caladenia longicauda subsp. rigidula Hopper & A.P.Br., Nuytsia 14: 120 (2001).

Sinônimos homotípicos:
- Arachnorchis longicauda subsp. rigidula (Hopper & A.P.Br.) D.L.Jones & M.A.Clem., Orchadian 13: 453 (2002).